# Töss (Winterthur)

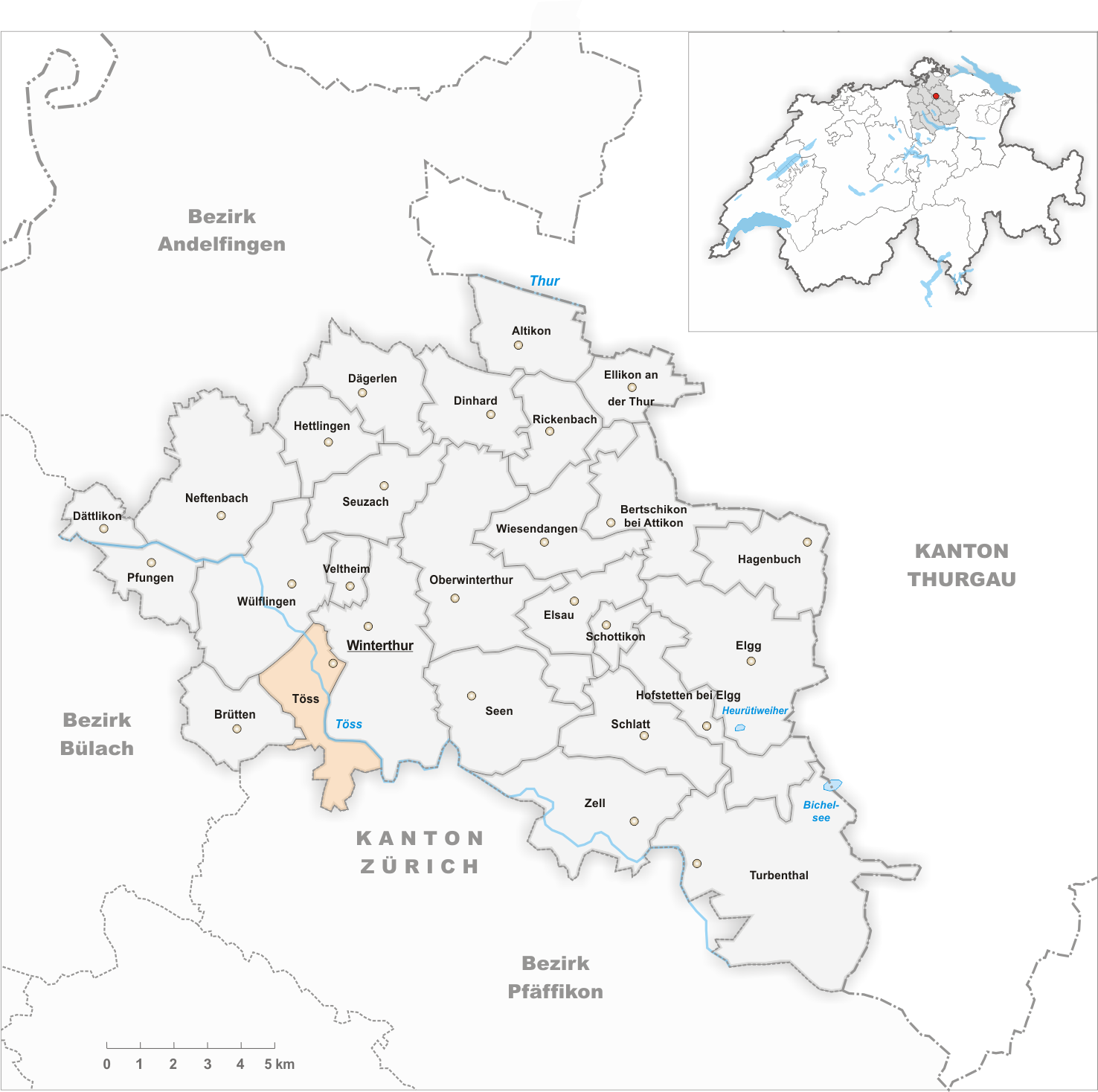
Gemeindestand vor der Fusion am 1. Januar 1922

Töss (alt auch Töß) ist ein Stadtkreis der Stadt Winterthur in der Schweiz. Die ehemals selbständige Gemeinde Töss wurde 1922 eingemeindet und bildet den heutigen Kreis 4. Der Stadtteil ist nach dem Fluss Töss benannt, der hier durch Winterthur fliesst.

## Geografie

Luftbild von Walter Mittelholzer (1919)

Töss liegt im Südwesten von Winterthur. Die früher eigenständige Gemeinde Töss ist geprägt von den Industrieanlagen und Arbeiterhäusern der Firmen Rieter und Sulzer, die man in grösserer Zahl im Quartier Eichliacker antrifft. Der ganze Stadtteil wird durch die vielbefahrene Zürcherstrasse geteilt, die den Ortskern durchtrennt und die Abgrenzung der beiden Quartiere Eichliacker und Schlosstal bildet. Leicht erhöht über Töss liegt in einem Tal das Quartier Dättnau. Es entstand in den 1940er-Jahren und ist das grösste Quartier des Stadtteils. Zum Stadtkreis gehört auch das Quartier Rossberg im Süden, das von einem kleinen Weiler und vom gleichnamigen Golfplatz geprägt ist. Seit über 50 Jahren betreibt die Familie Erich und Irene Bucher das Restaurant Rossberg. Im Jahr 2019 übernahmen Marc und Nadja Bucher den Betrieb und führen ihn seither erfolgreich weiter.

## Geschichte

### Frühzeit und Mittelalter

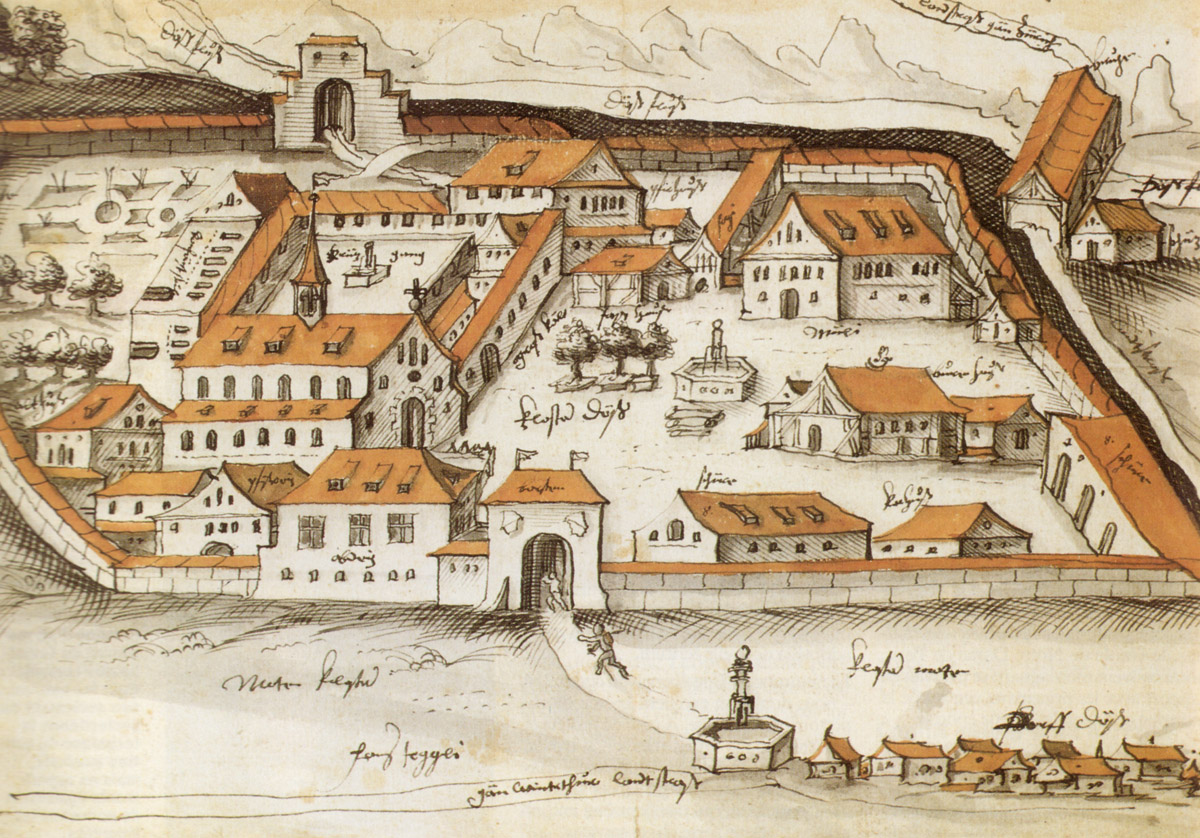
Kloster (Zeichnung von Heinrich Murer im 17. Jahrhundert)

Früheste archäologische Funde auf Gebiet der Gemeinde Töss sind ein Säuglingsgrab aus dem 1./2. Jahrhundert im Nägelsee und Silex-Funde aus der Jungsteinzeit auf dem Rossberg. Erste urkundliche Erwähnung findet Töss als «proximus fluviolo, qui dicitur Toissa», als Besitz an der Töss. Ein Strassendorf entstand in Töss wohl erst nach dem Bau einer neuen Wegverbindung mit Tössbrücke von Winterthur zur Steigstrasse, die ab 1384 von der Stadt Winterthur unterhalten wurde. Die Ansiedlung schloss sich lange Zeit nur zur westlichen Seite an die Strasse an und wuchs erst im 13. Jahrhundert auf Gebiet des heute als Chrugeler bezeichneten Quartierteils zum Fluss Töss hin. Töss gehörte damals zur direkten Gerichtsbarkeit der Grafschaft Kyburg.
1233 stiftete Graf Hartmann IV. von Kyburg das Kloster Töss, das bis zur Reformation für die weitere Entwicklung des Orts prägend war. Bekannte Bewohnerinnen des Klosters waren unter anderen Elsbeth Stagel, die Mitverfasserin des um 1340 entstandenen Tösser Schwesternbuches und die ungarische Königstochter Elisabeth von Ungarn. Im Kloster lebten für gewöhnlich zwischen 60 und 100 Nonnen, um 1358 waren es über 100 Bewohnerinnen. Über die Besitz- und Zehntenverhältnisse zu dieser Zeit neben dem Kloster selbst ist aus Urkunden nur wenig bekannt. Kirchgenössig war der Ort nach Oberwinterthur, und spätestens nach dem Bau der Klosterkapelle kam der Bau eines eigenen Gotteshauses für die Ortschaft selbst nicht mehr in Frage.

### Reformation und Tösser Bauernsturm
Im 16. Jahrhundert wuchs die Unzufriedenheit der Bürger in der Landschaft, Im Rahmen der Reformation gab der Zürcher Rat diversen Forderungen aus der Landschaft nach und schuf unter anderem auf Ratschlag Zwinglis die Messe ab und kam wenig später mit Abschaffung der Leibeigenschaft und des kleinen Zehnten einem Teil der bäuerlichen Forderungen nach. Nachdem dieser Beschluss den Bauern am 29. Mai 1525 in Oberwinterthur eröffnet wurde, zeigten sich diese unzufrieden und versammelten sich am Pfingstmontag, dem 5. Juni in Töss. Zur Versammlung kamen weit mehr als die erwartete Delegation von einer Person pro Haushalt, insgesamt versammelten sich 4'000 Bauern der Grafschaft und auch der Landvogt der Grafschaft Kyburg, Rudolf Lavater sowie eine vom Bürgermeister Heinrich Walder angeführte sechsköpfige Delegation aus Zürich war anwesend. Vor den Toren des Klosters stellten diese Forderungen an die Zürcher Obrigkeit und drohten das Kloster zu stürmen. Durch das Verhandlungsgeschick der Ratsherren aus Winterthur konnte eine Erstürmung des Klosters verhindert werden, die Angelegenheit wurde auf die Versammlung aller Zürcher Bauern in Kloten verschoben. Ein Teil der Bauern konnte zum Heimgehen überredet werden, weiter zur Beruhigung trug die Verköstigung eines Teils der Bauern in den Gastwirtschaften der Stadt Winterthur bei, deren Kosten letztlich vom Kloster getragen wurden. Ein Teil der Bauern blieb jedoch in Töss und drang unter Anführer Heini Süsstrunk in den Keller des Klosters ein und wurde dort von den Nonnen verpflegt. Der Anführer der Klostereindringlinge wurde am 26. Februar des Folgejahrs hingerichtet.
Das Ende des Klosters wurde bereits mit der Aufhebung der Messen in der Karwoche 1525 eingeleitet und Schritt für Schritt vollgezogen, nicht zuletzt auf Willen der Ordensschwestern. Ende des gleichen Jahres wurden das Kloster und dessen Besitzungen in das verstaatlichte Klosteramt Töss überführt. Zuletzt lebten noch 36 Konventfrauen und 20 Laienschwestern im Gotteshaus. 1532 lebten noch 39 mit einer Leibrente ausgestattete ehemalige Ordensmitgliederinnen sowie sieben weitere Personen in den Mauern des Klosters, die letzte ehemalige Ordensfrau starb 1572.

### Unter Zürcher Herrschaft bis zum Ende des Ancien Régime
Die Reformation führte in Töss zur Gründung einer eigenen Kirchgemeinde, deren Gotteshaus die ehemalige Klosterkirche wurde. Ausserdem erwarb die bisher mit nur wenig Land ausgestattete Gemeinde 1528 vom Klosteramt für 3000 Gulden das Seitental Dättnau mitsamt den Höfen und erliess dort ein bis Ende des 18. Jahrhunderts bestehendes bleibendes Bauverbot. Im Jahr 1634 lebten in Töss 363 Einwohner. Eine Schule wurde in Töss 1606 erstmals dokumentiert und wurde bei der Besoldung des Lehrers noch bis zum Ende des Ancien Régime vom Klosteramt Töss finanziell unterstützt. Durchgängig wurde nur im Winter ganztags unterrichtet, während die während drei Halbtagen gehaltene Sommerschule in der zweiten Hälfte des 16. Jahrhunderts bereits nicht mehr durch- und erst 1768 wieder eingeführt wurde. Bis 1783 fand die Schule jeweils beim Lehrer zuhause statt, erst danach wurden im Gemeindehaus eigene Schulräumlichkeiten eingerichtet. Auch neben der Schule war das in den ehemaligen Klostergebäude ansässige Amt Töss für das Dorf wichtig und unter anderem bei der Armenspeisung zugegen und bei allerlei gesellschaftlichen Anlässen.
Das Amt Töss wurde zum Ende des Ancien Régimes aufgelöst, die Besitzungen des Amtes gingen in Besitz der Eidgenossenschaft über und die bisher zur Grafschaft gehörende Gemeinde Töss wurde dem Distrikt Winterthur zugeteilt. Während der Koalitionskriege 1798–1803 wurde Töss mehrmals von französischen, österreichischen und polnischen Heeren geplündert und war am 27. Mai 1799 Schauplatz des Gefechts bei Winterthur.

### Töss nach 1800

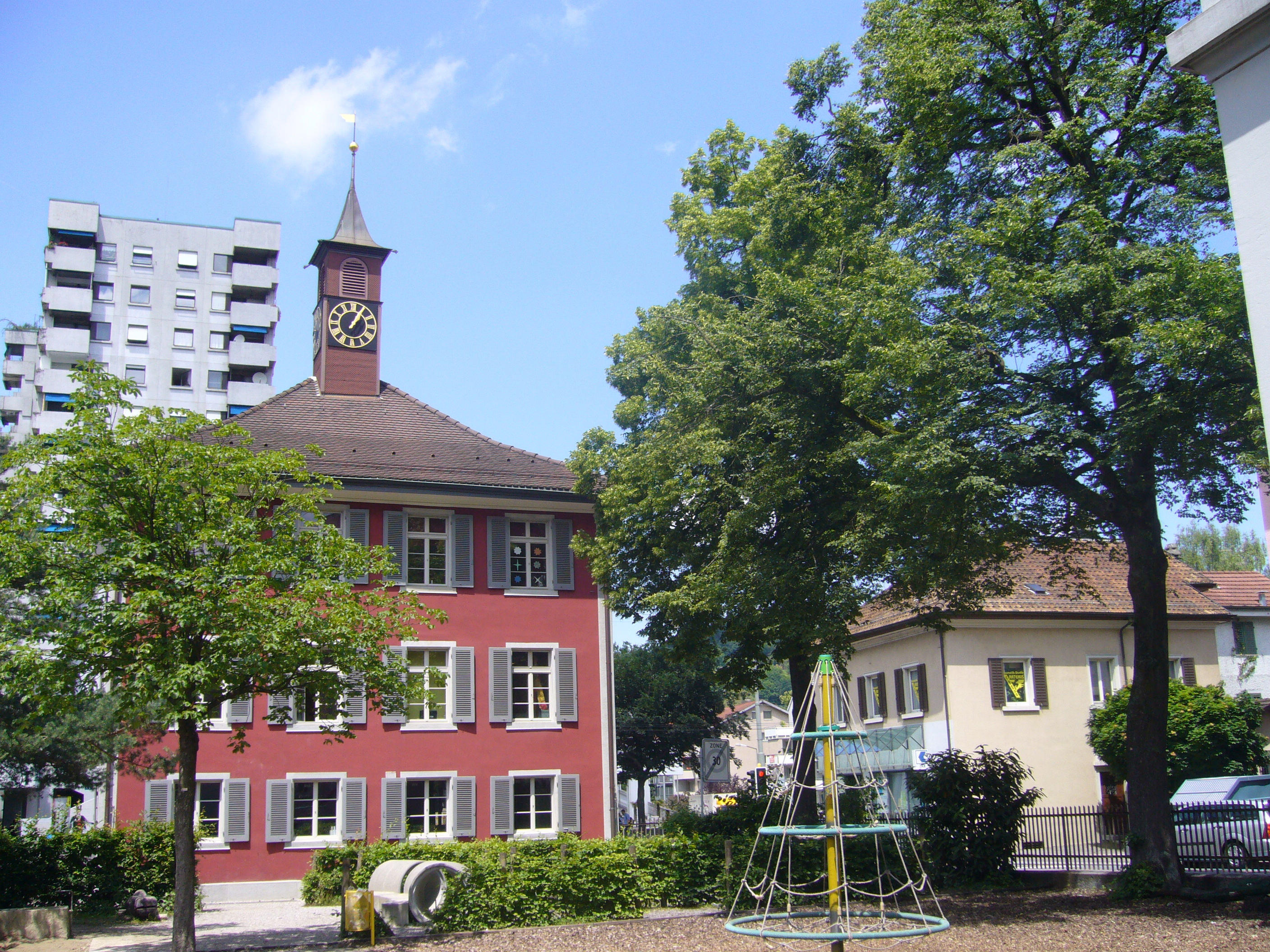
Ehemaliges Gemeindehaus von Töss, erbaut 1825

Die Eidgenossenschaft als neuer Eigentümer der klösterlichen Ländereien verpachtete einen Grossteil von diesen, das Klostergut selbst blieb davon unberührt. Ein Teil der Güter ausserhalb der Klostermauern wurde der Gemeinde Töss verliehen. Als die Platzverhältnisse im bisherigen Gemeindehaus knapp wurden, errichtete man 1825 ein neues kombiniertes Gemeinde- und Schulhaus, das 1830 aufgrund des Fehlens einer Kirchenuhr seinen heute noch bestehenden Uhrturm aufgesetzt bekam. 1862 musste aufgrund der wachsenden Schülerzahlen mit dem Schulhaus Zelglistrasse das nächste Schulhaus erstellt werden. Von 1818 bis 1826 bestand zudem auf dem Bläsihof südlich des Dorfs eine kantonale Ärmenschule.
1825 gründete Heinrich Rieter (1788–1851) die Baumwollspinnerei Rieter in Niedertöss. Acht Jahre später kaufte Johann Jacob Rieter für 108'000 Franken das ehemalige Gelände des Klosters Töss von der Eidgenossenschaft und baute darauf seine Fabrikanlagen. 1838 eröffnete die Post in Töss eine Filiale. 1852 erstellte Rieter die erste Arbeitersiedlung der Schweiz; heute noch besteht ein grosser Teil von Töss aus ehemaligen Arbeitersiedlungen. Vom damaligen Kauf des Klostergeländes war einzig die Klosterkirche ausgeschlossen, da diese von der Kirchgemeinde Töss genutzt wurde. Dies änderte sich erst 1855, als die neu erbaute Kirche Töss, auch unter finanzieller Beihilfe von Heinrich Rieter (1814–1889), eröffnet wurde. Neben der Maschinenfabrik Rieter waren auch die Fabriken der Sulzer AG und der SLM für die Tössemer Bevölkerung von Bedeutung, wohnten doch 1910 von den 5'366 Beschäftigten der beiden Fabriken 665 in Töss. Die hohe Zahl an Fabrikarbeitern führte im Jahr 1865 zur Gründung des Arbeitervereins Töss, eines Vorläufers der SP Schweiz, der sich nicht nur politisch, sondern auch anderweitig für die arbeitende Bevölkerung einsetzte. So wurde vom Arbeiterverein 1869 ein Konsumgeschäft eröffnet, einer der ersten Vorläufer des heutigen Coop. 1871 wurde in Töss die Arbeiterunion Winterthur gegründet. Der Tössemer Pfarrer Johann Felix Meyer war ein Pionier der Zürcher Arbeiterbewegung und zeichnete für die erste kantonale Volksinitiative derselben verantwortlich.

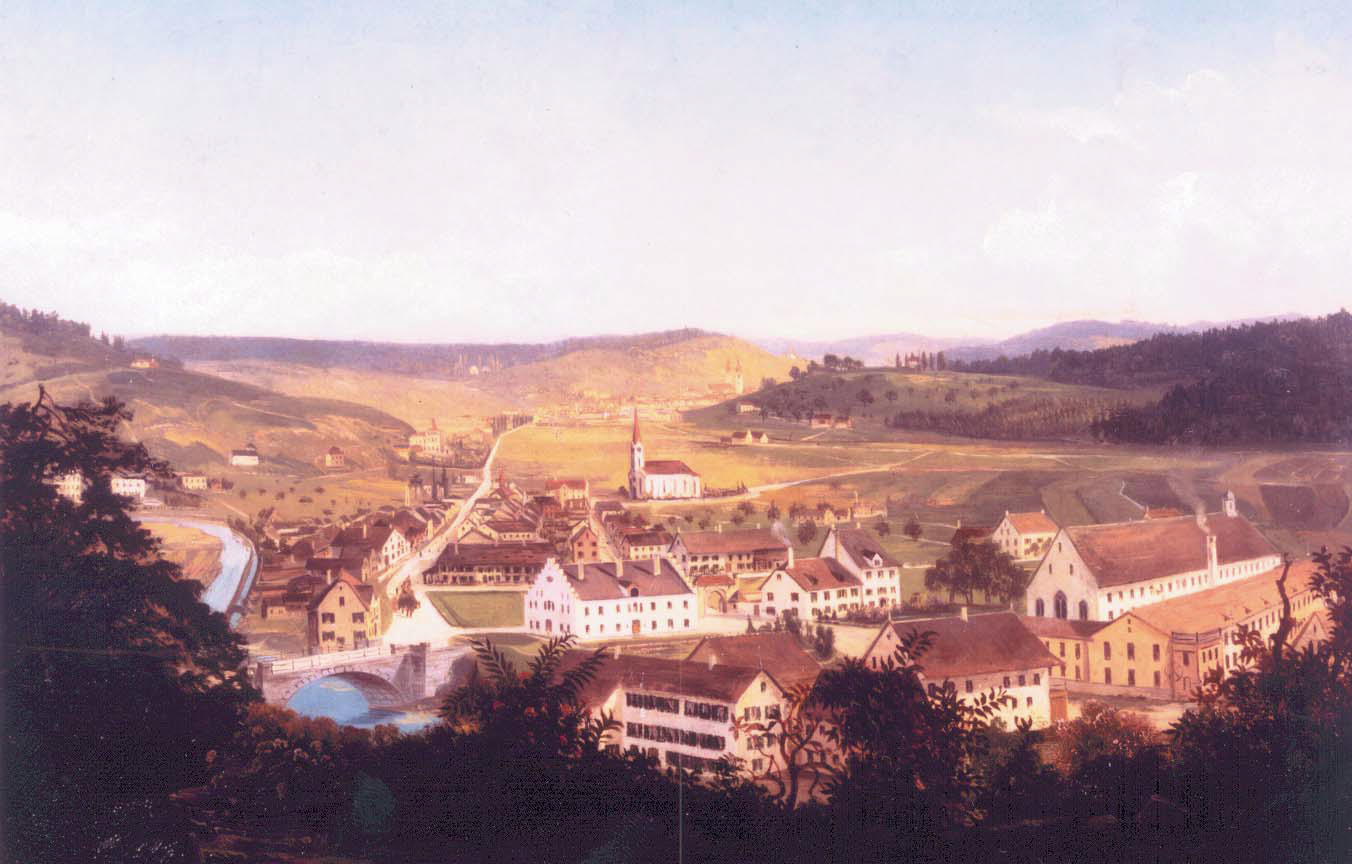
Töss im Jahr 1866, Gemälde von Julius Rieter

Mit dem Bahnhof Töss erhielt der Ort 1876 einen Bahnanschluss, und ab 1898 fuhr die Strassenbahn Winterthur in die Gemeinde. Verschiedene Bereiche der Politik wurden zwischen Winterthur und Töss koordiniert. 1900 zählte Töss 4'930 Einwohner und war längst mit der Stadt Winterthur verwachsen und zusammen mit Wülflingen eine der ersten Gemeinden mit einer sozialdemokratischen Mehrheit im Kanton Zürich.
Unter den zunehmenden Schullasten und der räumlichen Verwachsung der Gemeinde Töss mit der Stadt Winterthur durch die Überbauung des Tössfelds wurde die Vereinigung der Gemeinde mit der Stadt ein Thema, denn das ehemalige Rebbauerndorf hatte sich im Lauf des 19. Jahrhunderts längst zum Arbeitervorort Winterthurs entwickelt. 1899 war der Gemeinderat noch der Meinung, eine solche Vereinigung nicht um jeden Preis anzustreben. 1903 erhielt die Schulgemeinde Töss auf Beschluss des Kantonsrats Hilfsgelder von Stadt und Kanton in der Höhe von jährlich 10'000 Fr. In den Folgejahren wuchs der Druck weiter. Nachdem im Juli 1915 ein auf einem Finanzausgleich beruhender Gesetzesentwurf abgelehnt worden war, wurde im August 1916 ein von 15'644 Stimmberechtigten unterzeichnetes Initiativbegehren für eine Totalvereinigung eingereicht, und am 4. Mai 1919 wurde die Eingemeindung der Winterthurer Aussengemeinden vom Kantonalzürcher Souverän angenommen. An der letzten Gemeindeversammlung vor der Auflösung am 18. Dezember 1921 wurde der bisher zur Gemeinde gehörende, aber abgelegene Bläsihof der Gemeinde Lindau abgetreten.
Am 1. Januar 1922 wurde die ehemalige Gemeinde Töss Teil der neu entstandenen Grossstadt Winterthur. Die Maschinenfabrik Töss baute ihre Fabrikhallen noch bis 1970 weiter aus. Ebenfalls das Ortsbild veränderte der Bau der Autobahn A1, wofür das ehemalige Hotel Krone Töss mit dessen Festsaal weichen musste, dafür erhielt Töss ab 1968 einen eigenen Autobahnanschluss. 1970 wurde das Zentrum Töss mit Hochhaus gebaut.

## Wappen
Blasonierung
In Gold eine verkürzte rote Spitze, darin auf grünem Dreiberg ein silbernes Doppelkreuz, überhöht rechts von einer blauen Traube mit grünem Blatt, links von einem blauen Rebmesser mit rotem Griff.
Bis zum Ende des Ancien Régime besass die Gemeinde kein eigenes Wappen, während das Amt Töss das Wappen des Klosters übernahm. Nach der Aufhebung des Klosteramts 1799 gab sich die Gemeinde ein eigenes Wappen, das in Erinnerung an die damalige Hauptbeschäftigung der Dorfbewohner eine Traube und ein Rebmesser enthielt. Es gab jedoch nie ein offizielles Wappen, sodass später auch andere Variationen des Wappens auftauchten. Vor der Stadtvereinigung bemühte sich dann eine mit der Herausgabe einer Ortsgeschichte betraute Kommission um die Bestimmung eines heraldisch richtigen Wappens. Dieses Wappen, das nun dem heutigen entspricht, enthält neben dem bisherigen Gemeindewappen wieder ein ungarisches Doppelkreuz, das zu Ehren von Prinzessin Elisabeth von Ungarns, die zu Beginn des 14. Jahrhunderts im Kloster Töss lebte, das ehemalige Klosterwappen zierte.

## Verkehrsanbindung

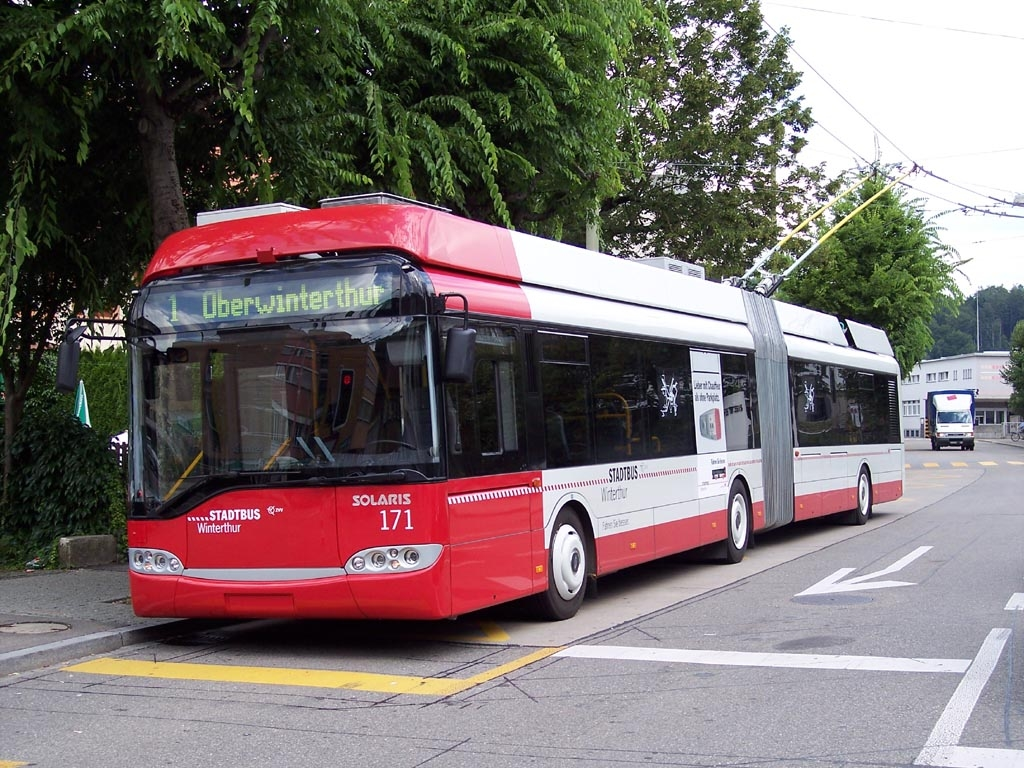
Trolleybus 1 an der Endhaltestelle Töss.

Die Hauptverbindung ist die Trolleybuslinie 1 (Töss – HB – Oberwinterthur), die an der Zürcherstrasse entlangfährt. Auch einige andere Linien fahren durch Töss. Die Buslinie 5 (Dättnau – HB – Technorama) fährt via Zentrum Töss und Rosenau in das Dättnau. Die Linie 11 (HB – Steig) verkehrt via Storchenbrücke und Tössfeld in die Steig. Die Linie 7 (HB – Schlosstal – Bahnhof Wülflingen) durchquert auch den Stadtteil, jedoch bedient die Linie hauptsächlich das Schlosstal und endet beim Bahnhof Wülflingen. Die Regionallinie 660 (HB – Brütten – Nürensdorf – Bassersdorf (- Flughafen)) bedient die Stationen Zentrum Töss, Töss und Steig zum Ein- und Aussteigen. Am Wochenende durchquert die Nachtlinie N66 (HB – Töss – Brütten – Nürensdorf – Bassersdorf – Lindau – Kemptthal) den Stadtteil.
Töss besitzt seit 1876 mit dem Bahnhof Winterthur Töss eine Bahnstation an der Bahnstrecke Winterthur–Bülach–Koblenz, die im Zuge der Eisenbahneuphorie in Winterthur durch die Schweizerische Nordostbahn erbaut wurde. Die Station wird von der S41 (Winterthur HB – Bülach – Bad Zurzach – Waldshut) der S-Bahn Zürich bedient sowie vom Nachtzug Winterthur – Bülach. Im kantonalen Richtplan ist als langfristiges Ziel und zur Landsicherung eine zweite Bahnstation mit dem Projektnamen «Winterthur-Töss Försterhaus» an der Bahnstrecke Zürich–Winterthur eingetragen. Ausserdem würde das Nordportal des geplanten Brüttener Tunnels in Töss zu liegen kommen.
Für den Individualverkehr ist Töss über die Autobahnausfahrt 67 (Winterthur-Töss) der A1 erschlossen. Der Autobahnanschluss mündet in der von Kemptthal her kommenden Zürcherstrasse, die Töss stadteinwärts durchquert und zweiteilt. Im Weiteren führt die Schlosstalstrasse durch das gleichnamige Tal nach Wülflingen. Eine weitere, nahe der Stadtteilgrenze beginnende Querverbindung über die Breite mündet im Stadtteil Mattenbach in die Tösstalstrasse. Die Steigstrasse verbindet Töss mit dem im Süden liegenden Dorf Brütten.

## Kirchen
In Töss gibt es zwei Kirchen:

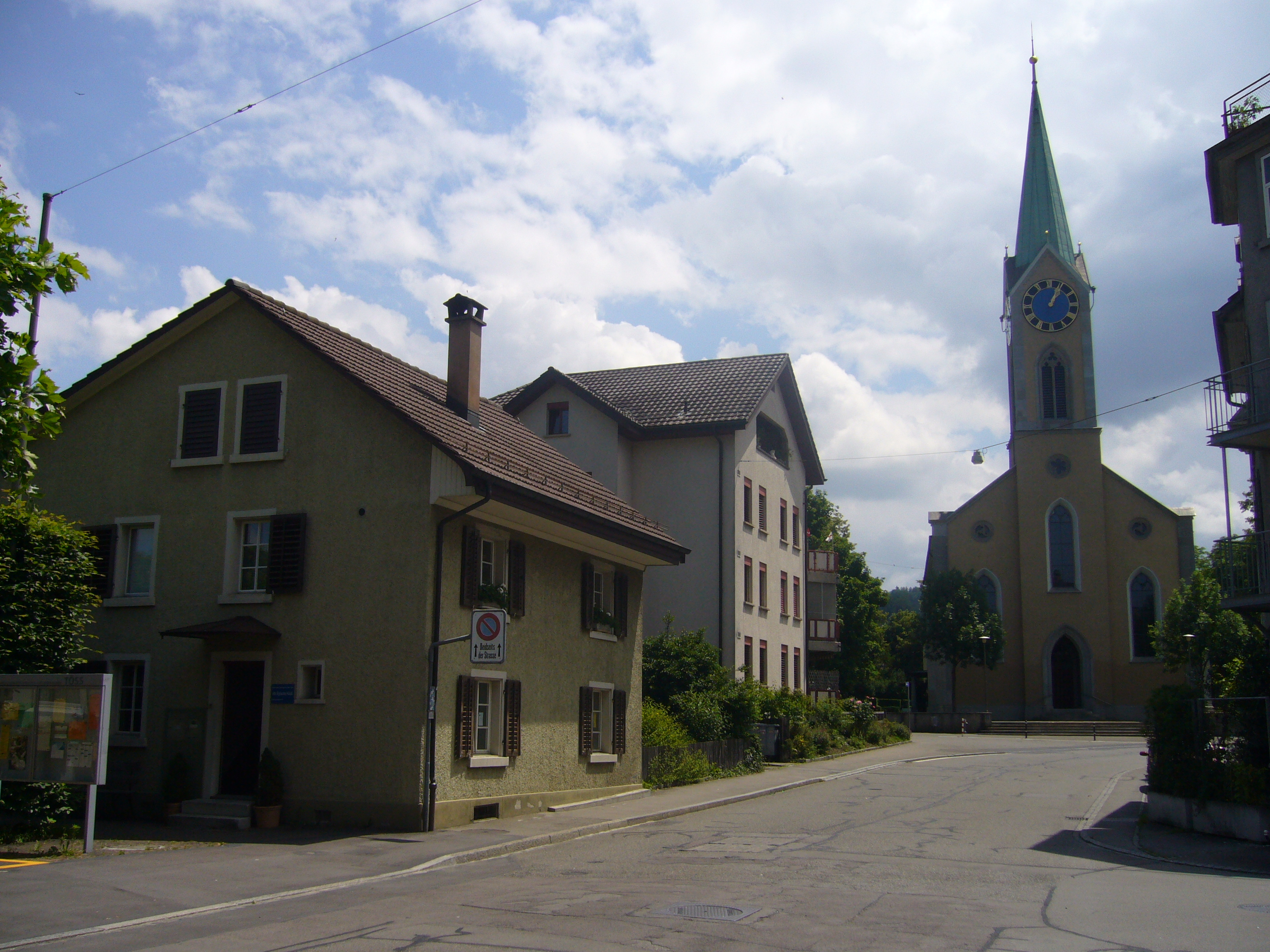
Reformierte Kirche Töss

- Die Reformierte Kirche Winterthur-Töss wurde in den Jahren 1854 bis 1855 nach den Plänen von Johann Caspar Wolff errichtet.
- Die römisch-katholische Kirche St. Josef (Winterthur-Töss) wurde von Architekt Adolf Gaudy in den Jahren 1913 bis 1914 erbaut. In den Jahren 1969 bis 1971 wurde die Kirche im Innern von den Architekten Felix Lötscher und Robert Tanner neu gestaltet.

## Kultur und Freizeit
In Töss steht das Gaswerk, ein alternatives Kulturzentrum, in dem regelmässig Konzerte stattfinden. Am Sonntag gibt es hier jeweils im Sofakino Nische eine Filmvorführung. Als letzte Winterthurer Dorfet findet jeweils «Tössemer Dorfet» statt, das Dorffest von Töss. In der Freizeitarena Steig befindet sich mit dem Tempodrom eine Kartbahn und ein «Kinderparadies».
Als Naherholungsgebiet bietet sich die Töss und der Sportplatz Reitplatz in deren Nähe an. Im Dättnau liegt das Naturschutzgebiet «Dättnauerweiher».

## Bildung
In Töss gibt es sieben Kindergärten (Am Weiher, Auwiesen, Dättnau, Emil Klötli, Schlosstalstrasse, Strittacker und Steig) und den Sprachheilkindergarten Strittacker. Für die 1. bis zur 6. Klasse gibt es fünf Primarschulhäuser (Laubegg/Dättnau, Eichliacker, Gutenberg, Rebwiesen und Zelglistrasse). Das Oberstufenschulhaus für Sek A, B und C ist das Rosenau. Die Kantonsschulen und andere höhere Schulen sind im Stadtzentrum.

## Sport
Der lokale Fussballklub heisst FC Töss und spielt auf dem Sportplatz Reitplatz, auf dem auch ein Beachsoccerfeld (Spielplatz der Winti Panthers), ein Pumptrack und Beachvolleyballfelder sind. Im Dättnau liegt die Hornussenanlage des Stadtclub und die BMX-Bahn von Powerbike Winterthur, die auch für Europameisterschaftsläufe benutzt wird. In Töss steht neben dem 1970 erbauten Schwimmbad eine Tennishalle. Im Frühjahr findet jeweils die Schulsportveranstaltung Töss-Stafette statt, die beim Reitplatz startet.
Der Turnverein Töss wurde 1870 gegründet. Seinen heutigen Bestand erlangte er durch die im Jahr 2000 vollzogene Fusion der Turnvereine Töss und Tössfeld (gegründet 1895). Zum Einzugsgebiet gehören auch die Wohnquartiere Brühlberg, Dättnau, Eichliacker, Nägelsee, Steig und Vogelsang/Breite. Der Turnverein bietet ein breit gefächertes Sportangebot. Der Rekordolympiasieger Georges Miez war Mitglied des TV Töss. Auch Miezes Vereinskollege Melchior Wezel gewann 1928 im Gymnastik-Teamwettkampf die Goldmedaille.

## Persönlichkeiten

### Söhne und Töchter von Töss
- Johann Heinrich Rahn (1622–1676), Mathematiker
- August Weckesser (1821–1899), Maler
- Johann Jakob Rebstein (1840–1907), Mathematiker
- Johann Heinrich Graf (1852–1918), Mathematiker
- Jakob Christoph Heer (1859–1925), Schriftsteller
- Emil Klöti (1877–1963), Politiker und Stadtpräsident von Zürich
- Ernst Wetter (1877–1963), Politiker und Bundesrat
- Hans Widmer (1889–1939), Mediziner sowie Stadtpräsident von Winterthur und Nationalrat
- Albert Bachofner (1890–1951), Politiker
- Ernst Krebs (1903–1996), Forstmeister
- Georges Miez (1904–1999), Rekordolympiasieger
- Fabrizio Borsani (* 1998), Schauspieler